# Melanoselinum annuum
Melanoselinum annuum är en flockblommig växtart som beskrevs av Auguste Jean Baptiste Chevalier. Melanoselinum annuum ingår i släktet Melanoselinum och familjen flockblommiga växter. Inga underarter finns listade i Catalogue of Life.